# Myland
Myland är en by och en civil parish i Colchester i Essex i England. Orten har 11 299 invånare (2011).